# 雪見だいふく

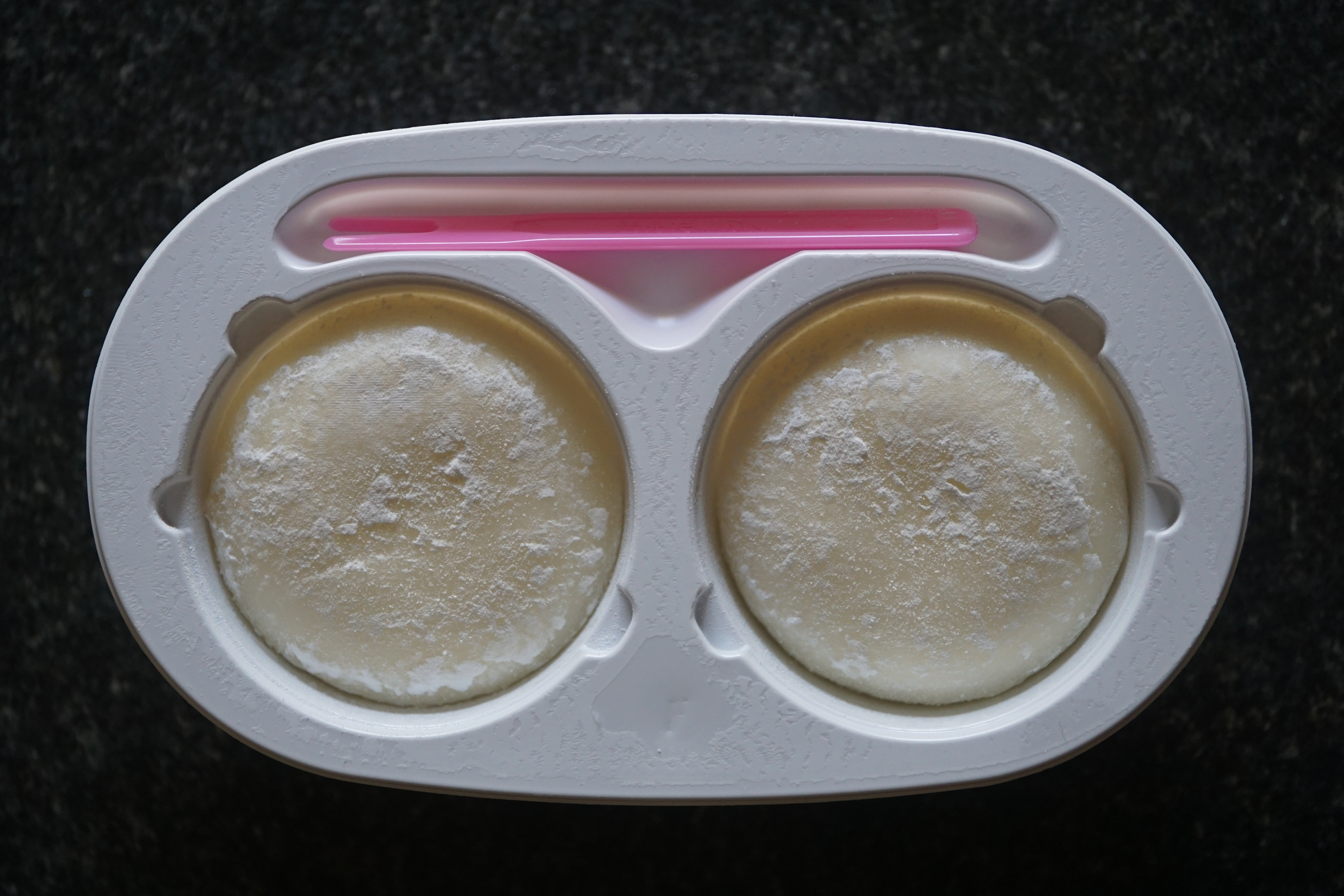
雪見だいふく。画像上部:アイスに刺して食べるためのフォークが付属。

雪見だいふく（ゆきみ だいふく）は、1981年（昭和56年）10月にロッテが日本で発売した氷菓で、同社の登録商標（第1742355号）である。2008年から2018年まではロッテアイスが販売していた。
アイスクリームの外側を薄い求肥で包み、大福のように丸く整形した冷菓(餅アイス)である。
使用されるアイスクリームはバニラ風味が基本であるが、限定生産でそれ以外のものも売り出されることがある。
2個入りは発売から長らく冬季限定（9月 - 5月）の販売だったが、2018年4月より通年販売となった。9個入りの「ミニ雪見だいふく」は発売当初より通年販売。
厚生労働省の規定ではアイスミルクに分類される。（ただし2023年発売コクのショコラ濃厚仕立てはラクトアイスである）

## 概要
温かみあるイメージの強い和菓子の大福餅と冷たい洋風のアイスクリームを食材として組み合わせている。
前年の1980年9月に、マシュマロにアイスクリームを入れた「わたぼうし」（青系のパッケージ）がヒットし、雪見だいふくはこれを元に開発された商品である。開発のヒントとなったのが、福岡にある「石村萬盛堂」の『鶴乃子』である。2021年11月には、同店監修の「石村萬盛堂監修 雪見だいふく×鶴乃子」が発売された。
大福とアイスクリームの、いわゆるミスマッチの妙は広告でも巧みに訴求され、炬燵（こたつ）のある和風の家の屋内を「大福」のイメージに、窓や庭先から眺める雪景色を「アイスクリーム」のイメージに重ねて、「大福」と「雪見」を自然な光景の中の馴染みある取り合わせとして演出してみせていた。パッケージデザインの赤と白も同様のコンセプトをもとにしている。
発売以来10年あまりの間、アイスクリームはバニラ味のみであったが、1992年（平成4年）以降、バリエーションとして限定発売ながらイチゴ味やチョコレート味なども登場するようになり、そういった新商品の中には定番化したものもある。しかし、基本的には変わることなくオリジナルのバニラ味を中心に販売されている。バニラ味は年商70億円を毎年売り上げている。
また、1984年（昭和59年）には、カルシウム・鉄分など成長期の児童に必要な栄養成分を強化した、学校給食向けの商品（品名：学校給食雪見だいふく）が開発された。
製品・製法は特許化されている。1981年（昭和56年）出願の製法特許（特許第1537351号）はすでに権利期間が満了しているが、2001年（平成13年）3月19日出願の特許出願（特願2001-79558、特開2002-272382）は2009年（平成21年）5月29日に特許4315607号として登録されている。
2008年（平成20年）、モンドセレクション（世界菓子食品品評会）において金賞を受賞した。
毎年11月18日はロッテが制定した「雪見だいふくの日」となっている。11月は「いい」の語呂合わせで、パッケージのふたを開けて縦に見たときに付属のフォークと雪見だいふく2つで「18」に見えることから。

## 歴史
- 1981年 - 「雪見だいふく」発売。

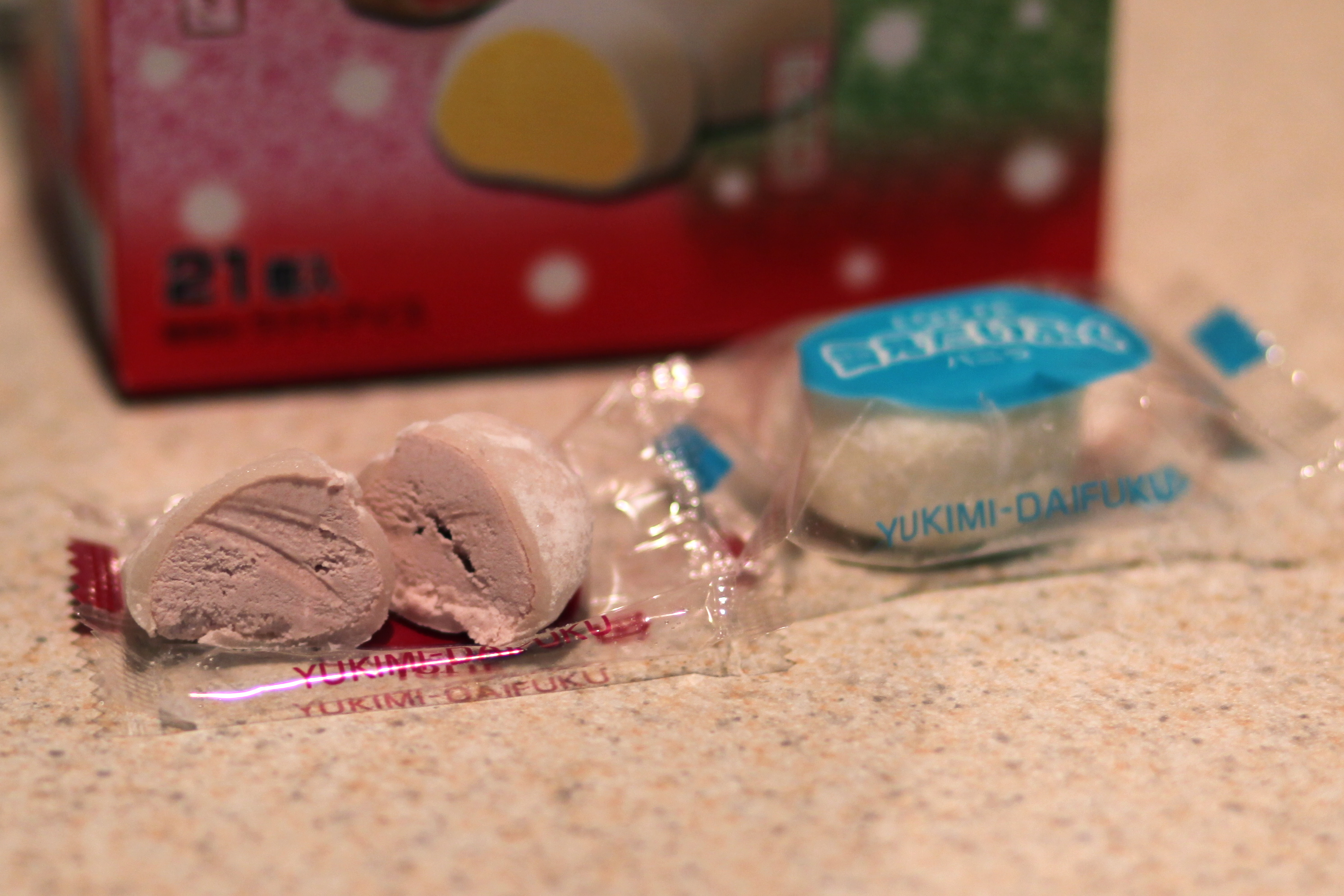
雪見だいふく（プチ3色）
2009年パッケージデザインの中身

- 1983年 - ミニサイズの雪見だいふくが9個入ったファミリー向け商品「ミニ雪見だいふく」発売。
- 1984年 - 「雪見だいふく 学校給食アイス」が小学校の学校給食に登場。
- 1993年 - 初のバニラ風味以外のフレーバーとして「月見だいふく」「梅見だいふく」が発売された。
- 1995年 - 学校給食向けを除き、ラクトアイスからアイスミルクに変更。トレイを四角に変更。
- 1998年 - バニラ、チョコレート、ストロベリーの3種類の味が入った一口サイズの「雪見だいふくプチ3」発売。
- 2001年 - 発売20周年を記念して「紅白雪見だいふく」を発売。
- 2003年 - 「氷だいふく」「黄金雪見だいふく」を発売。
- 2004年 - 初めてセンターソースの入った「雪見だいふく おいしい苺」発売。
- 2005年 - 夏向けの「雪見だいふく 涼みあずき」発売
- 2006年 - 「雪見だいふく 生チョコレート」発売。パッケージの「ふく」の文字が大きくなった受験生応援商品が登場。
- 2008年 - モンドセレクション金賞受賞。
- 2011年 - 発売30周年。ふたの裏に「雪見だいふくトリビア」（全7種類）を掲載。
- 2013年 - シリーズ初のクッキークランチ入り商品「雪見だいふく クッキー＆クランチ」発売。
- 2016年 - 発売35周年。
- 2018年 - 4月より、2個入りの『雪見だいふく』を秋冬季限定販売から全国通年販売に切り替え[6]。

## 餅菓子としての制約
本来、餅は低温にするとカチカチに固まってしまう。そのため、雪見だいふくは糖類やデンプンなどを加えて柔らかく口当たりがよいように加工されている。反面、気温が高い場合、餅はすぐに食べないとドロドロに溶けてしまいがちである。この食材から来る制約のため、販売は冬季が中心となっている。

## パッケージ
通常パッケージは、トレーの丸い2つのくぼみにそれぞれアイスクリームが収まり、棒状のくぼみにフォークが付属する。ふたは左右どちらのアイスクリームからでも開けられるように開け口を2箇所設ける工夫がされている。定番のバニラ風味のフタは、赤地に降る雪を背景に、中央に白いアイスクリームが描かれたデザインだが、まれに雪がハート形になっているものがある。また、バニラ風味以外の商品では、背景色はそれぞれ商品のイメージに合わせて赤以外の別な色でデザインされている。
2006年以降、縁起担ぎ商品が揃う年末年始・受験シーズン中に通常パッケージよりも「雪見だいふく」の「ふく」の文字を大きく変更した“縁起物”パッケージが恒例となっており、毎年12月頃から同企画パッケージに切り替えて商品を発売している。ロゴは『雪見だいふく』の別バージョンで『雪見だい福』や『雪見大きなふく』等のレアデザインも登場している。

## バリエーション

### 2個入り
| 発売年月   | 商品名                                  | 備考 |
| ---------- | --------------------------------------- | --- |
| 1981年     | 雪見だいふく                            | 通年販売のレギュラー商品、バニラ味。50ml×2個。09年頃から47ml×2個。 |
| 1992年     | 月見だいふく                            | 季節を楽しむ期間限定商品。よもぎ餅の緑色求肥。 |
| 1992年     | 梅見だいふく                            | 季節を楽しむ期間限定商品。桃色の求肥、白味噌あん味。 |
| 2001年     | 紅白雪見だいふく                        | 縁起担ぎ商品。紅と白の求肥が一つずつ収まる。バニラ味。 |
| 2002年     | 紅白雪見だいふく                        | 2001年の同名商品の再登場商品。紅と白の求肥が一つずつ収まる。バニラ味。 |
| 2003年     | 黄金の雪見だいふく                      | 縁起担ぎ商品。黄金色と白の求肥が一つずつ収まる。金箔入り。 |
| 2003年     | 氷だいふく                              | 氷あずきをイメージした、夏を意識した商品。小豆味＋氷入り。 |
| 2004年     | 莓雪見だいふく                          | ストロベリー味。 |
| 2004年     | 雪見だいふく 涼みあずき                 | 前年登場した「氷だいふく」のリニューアル商品。 |
| 2004年     | 雪見だいふく おいしい莓                 | アイスの中にストロベリー味のセンターソースが入った最初の商品。 |
| 2005年     | 雪見だいふく おいしい莓                 | 前年の同名商品の再販。 |
| 2006年     | 雪見だいふく 生チョコレート             | アイスの中に生チョコのセンターソースが入った商品。 |
| 2006年     | 桃雪見だいふく                          | 桃味のフレーバー商品。 |
| 2007年     | 雪見だいふく おいしい莓みるく           | アイスの中に莓ミルク味のセンターソースが入った商品。 |
| 2007年     | 雪見だいふく 抹茶黒みつ                 | 抹茶アイスの中に黒蜜味のセンターソースが入った商品。 |
| 2007年     | 雪見だいふく ティラミス                 | ティラミスをイメージした求肥に、チョコ味のセンターソースが入った商品。 |
| 2007年     | 雪見だいふく きな粉黒蜜                 | 信玄餅をイメージした求肥に、黒蜜味のセンターソースが入った商品。 |
| 2008年     | 雪見だいふく たまごプリン               | たまごプリンをイメージした求肥に、カラメル味のセンターソースが入った商品。 |
| 2009年     | 雪見だいふく ティラミス                 | ティラミスをイメージした求肥に、チョコ味のセンターソースが入った商品。 |
| 2009年     | 雪見だいふく ダブル生チョコレート       | 白い求肥にチョコレートアイスの中に、生チョコ味のセンターソースが入った商品。 |
| 2010年     | 雪見だいふく 果実いちご                 | 白い求肥にイチゴアイスの中に、ストロベリー味のセンターソースが入った商品。 |
| 2010年     | 雪見だいふく とろける生キャラメル       | スイーツの流行を意識した商品。生キャラメル味のセンターソースが入った商品。 |
| 2011年     | 雪見だいふく 生チョコストロベリー       | スイーツの流行を意識した商品。イチゴアイスの中に生チョコ味のセンターソースが入った商品。 |
| 2011年     | 雪見だいふく 生チョコレート             | スイーツの流行を意識した商品。チョコ味の求肥にバニラアイス、生チョコ味のセンターソースが入った商品。 |
| 2014年9月  | 雪見だいふく ちょこ＆くっきぃ           | チョコレートアイスにココアクッキークランチを混ぜ込み、白い求肥で包んだ商品。販売層の中心である女子中高生をターゲットに、学校の話題となるような"新しさ"のある仕立てを取り入れ開発された。パッケージは3パターンあるほか、ハート型の雪玉デザインのレアパターンのデザインが用意された。                                                                 |
| 2014年11月 | まん中も、もちもち雪見だいふく 抹茶     | 中もちもちシリーズ登場。だいふくの中心にもちもち食感のあずきソースを入れた抹茶アイスを求肥で包んだもので、外側とまん中で味の異なる「もちもち」食感が味わえる。新元号「令和」改元に合わせて、ロッテが2019年4月にツイッター上で行った「#平成の雪見だいふく復刻総選挙」で人気第1位を獲得し、2020年1月に復刻版が販売される予定。                        |
| 2015年1月  | まん中も、もちもち雪見だいふく 莓       | 中もちもちシリーズ「抹茶」に続くと商品。だいふくの中心にもちもち食感の練乳ソースを入れたイチゴミルクアイスを求肥で包んだもので、外側とまん中で味の異なる「もちもち」食感が味わえる。 |
| 2015年2月  | なごり雪見だいふく 桜                   | センターに桜葉入りの桜餡が入った桜風味アイスを桜色の求肥で包んだ商品。2個入り『雪見だいふく』販売シーズン終期でもある2月に、「去りゆく冬と足音を感じさせる春」という季節感を覚えさせる「冬から春へ」という商品コンセプトのもとに開発された。 |
| 2015年11月 | 雪見だいふく モンブラン                 | センターにモンブランペーストが入ったマロンアイスを白い求肥で包んだ、モンブランケーキをイメージしたフレーバー商品。冬春季限定。 |
| 2015年12月 | 雪見だいふく クリームチーズ             | クリームチーズと全粒粉入りクッキークランチを混ぜ込んだアイスを白い求肥で包んだ、クリームチーズ味のフレーバー商品。 |
| 2016年2月  | 雪見だいふく エスプレッソ               | 中心に苦味と酸味をきかせたエスプレッソコーヒーソースが入ったバニラアイスを白い求肥で包んだ、エスプレッソをイメージしたフレーバー商品。 |
| 2016年10月 | 雪見だいふく クリーミースイートポテト   | センターソースとアイスに安納芋を使用して黄色い求肥で包んだ、スイートポテトをイメージしたフレーバー商品。センターソースは風味付けに洋酒を使用している。 |
| 2016年     | 雪見だいふく おしるこ                   | テレビやネットで話題になった“雪見だいふく×あずき＝ぜんざい”の食べ方を商品化したもので、汁粉をイメージしたフレーバー商品。アイスには、小豆と小豆の煮汁で炊き上げたこしあんが混ぜ込まれている。 |
| 2017年1月  | 雪見だいふく 黄金のみたらし厚もち仕立て | みたらしソースが中心に入ったバニラ風味アイスを、初の厚餅仕立てにした白い求肥で包んだ、みたらし団子をイメージしたフレーバー商品。冬春季限定。 |
| 2017年10月 | 雪見だいふく クリーミーもちシュー       | ミルクカスタードソースが中心に入ったシュー風味アイスを白い求肥で包んだ、シュークリームをイメージしたフレーバー商品。 |
| 2018年12月 | 雪見だいふく きなこもち                 | きな粉を混ぜ込んだアイスを白い求肥に包んだ、安倍川餅をイメージしたフレーバー商品。 |
| 2018年1月  | 雪見だいふく 安納芋の大学芋             | 安納芋アイスの中に、いりごまとすりごま2種類の黒ごま入りシロップのセンターソースが入り、厚餅求肥で包んだ大学芋をイメージしたフレーバー商品。 |
| 2018年9月  | 雪見だいふく お月見ももちもち           | 2018年夏に、ロッテ社内で「雪見だいふく」の担当者間で引き継がれるファイルを整理していたところ、「雪見だいふく物語」と書かれた古い小冊子が発見され、その内容には月で疲れ果て地球に逃げてきた1匹のうさぎが月を見ながら、「雪見だいふく」を楽しんでいる様子が描かれていたというエピソードに基づき、開発されたとされる商品。黄色い求肥が特徴。バニラ味。 |
| 2018年11月 | 雪見だいふく ほうじ茶                   | 伊藤園の茶師が監修した茶葉を使用。ほうじ茶アイスの中にほうじ茶餡が入ったフレーバー商品。秋冬限定。 |
| 2019年1月  | 雪見だいふく とろける生チョコレート     | 北海道産生クリームを使用した生チョコレートをセンターソースに、バニラアイスを茶色いチョコレート求肥で包んだフレーバー商品。 |
| 2019年9月  | 雪見だいふく コクのショコラ             | アイスにコクの深いブラックココアを使用した商品。 |
| 2019年12月 | 雪見だいふく ハートのいちご             | 甘酸っぱい味わいのいちごアイスともちもちした食感のおもちがマッチしたまぁるいハートの形。 |
| 2020年12月 | 雪見だいふく ハートのいちご             | 。 |
| 2023年9月  | 雪見だいふく コクのショコラ             | |
| 2023年12月 | 雪見だいふく ハートのいちご             | [ 26 ] |

### 9個入り
| 発売年月   | 商品名                                           | 備考 |
| ---------- | ------------------------------------------------ | --- |
| 1983年     | ミニ雪見だいふく                                 | 通常パッケージ商品よりも小さく、小分けパックで9個入りにした箱入りパッケージとした定番のバニラ味商品。33ml×9個入り。09年頃 30mlに変更。 |
| 2013年 9月 | 雪見だいふく とろける至福 生チョコレート         | バニラアイスの中心に生チョコレートソースを入れ、白い求肥で包んだ商品。27 ml×9個入り。                                                  |
| 2018年 9月 | 雪見だいふく とろける至福 イタリア栗のモンブラン | センターソースとアイスにイタリア産の栗（マロン）を使用した「雪見だいふく とろける至福」シリーズ商品。27 ml×9個入り。                   |

### 関連商品
- 生雪見だいふく - 2024年2月発売。氷菓ではなくチルドデザート。2022年9月に一部でテスト販売を行った際にはすぐに完売になり、改良を重ねての全国発売となる。賞味期限は5日間[29][30]。

## CMキャラクター
女優や女性アイドルを広告モデルに起用し、かつてのテレビコマーシャルでは伊藤つかさ出演のもの、中山美穂出演のものがよく知られていた。その他起用された女優等は以下の通り。
- 榎本加奈子
- 矢野櫻
- 安西ひろこ
- 浜田翔子
- 小倉優子、荒川静香 - 発売25周年を迎えた2006年（平成18年）
- 榮倉奈々 - 2010年（平成22年）
- 土屋太鳳（2015 - 2020）[31]
- 森七菜（2021- ）